# Francisco Pliego Parra
Francisco Pliego Parra, más conocido como Paco Pliego, (nacido el 10 de octubre de 1958 en Valencia), es un entrenador de fútbol español.

## Trayectoria

### Entrenador
Francisco Pliego Parra empezó en el mundo de los banquillos en la Región de Murcia, primero comenzó su andadura como entrenador en el Club de Fútbol Ciudad de Murcia en la temporada 1999-2000 del que fue destituido por capricho de Quique Pina, después entrenó al Mazarrón Club de Fútbol (2000-2001), Club Deportivo Beniel en la (2001-2002), Lorca Deportiva juvenil en la (2002-2003), Club Deportivo Lumbreras en la (2003-2004), estuvo dos años en el Cartagena Promesas CF en las temporadas (2004-2006), después el Fútbol Club Torrevieja (2006-2007), después al Sangonera Atlético Club de Fútbolen la temporada 2007-2008 y al que ascendió a la Segunda División B, al año siguiente entreno al sangonera en 2b y al año siguiente entreno al  Caravaca CF. En septiembre de 2012 comienza a entrenar al A.D. Sangonera la Verde como estrella en el nuevo proyecto deportivo de Sangonera la Verde. Desde enero de 2013 tras la destitución de César Gálvez Espinar se hace cargo del CAP Ciudad de Murcia al que consigue promocionar como campeón de grupo.
En octubre de 2013 firma por el Fútbol Club Jumilla en sustitución de Emilio López, al que entrenó hasta 2014,  en la que ha llevado al equipo a estar rozando los puestos de Play Off de ascenso a 2ªB, concretamente el equipo, bajo su tutela, acabó en liga en sexta posición con 64 puntos.
En 2015, se hace cargo de la Deportiva Minera, pero no llegaría a comenzar la temporada.
En febrero de 2016 firma por el Fútbol Club Jumilla para formar parte del cuerpo técnico, tras suspender al técnico Josico de empleo y sueldo.
En junio de 2017 firma como entrenador por el Mazarrón Fútbol Club. En marzo de 2018 se marcha del club.
Actualmente entrena en la Escuela de Fútbol Base de Puente Tocinos.

## Clubes
| Club                  | País   | Año       |
| --------------------- | ------ | --------- |
| CF Ciudad de Murcia   | España | 1999-2000 |
| Mazarrón CF           | España | 2000-2001 |
| CD Beniel             | España | 2001-2002 |
| CD Lumbreras          | España | 2003-2004 |
| Cartagena Promesas CF | España | 2004-2006 |
| FC Torrevieja         | España | 2006-2007 |
| Sangonera Atlético CF | España | 2007-2008 |
| Caravaca              | España | 2008-2009 |
| CAP Ciudad de Murcia  | España | 2013      |
| Fútbol Club Jumilla   | España | 2013      |
| Club Deportiva Minera | España | 2015      |
| Fútbol Club Jumilla   | España | 2016      |
| Mazarrón Fútbol Club  | España | 2017-2018 |
| EFB Puente Tocinos    | España | 2018-Act. |